# Chiesa di San Martino (Vigasio)
La chiesa di San Martino è un ex luogo di culto cattolico, oggi teatro parrocchiale e sala polifunzionale di Forette, frazione del Comune di Vigasio, in provincia e diocesi di Verona.

## Storia
La chiesa di S. Martino risale al Quattrocento, quando era una cappella soggetta alla pieve di Vigasio.
L’aspetto odierno dell’edificio risale al Settecento, quando la chiesa fu ampliata e rinnovata secondo i canoni dell’architettura neoclassica.
Allo stesso secolo, precisamente al 25 febbraio 1757 risulta il distacco della chiesa dalla parrocchia di Vigasio per passare a quella di Castel d'Azzano. Sulla parete sinistra della santuario della Madonna di Campagnamagra trova posto un’epigrafe rinvenuta nel fosso vicino alla chiesetta che riguarda proprio la chiesa di S. Martino. Si esplicita come la cura parrocchiale fosse stata trasferita alla parrocchia di Castel d'Azzano, ma che il luogo di culto rimaneva soggetto alla pieve di Vigasio.
Il 24 marzo 1930 San Martino fu eretta come parrocchia, mentre tra il 1957 e il 1958 fu costruita la nuova chiesa, convertendo così l’edificio sacro ad oratorio e infine in teatro parrocchiale.

## Descrizione

### Esterno
La facciata a capanna, rivolta a occidente, è in stile neoclassico, con due coppie di paraste con capitelli ionici che la dividono in tre parti. Sopra il portale d’ingresso, dotato di timpano, vi è un dipinto recente raffigurante ‘’San Martino di Tours che dona il mantello al povero’’. 

La facciata è conclusa dal timpano con cornice a dente di sega.

### Interno
L’interno è navata unica, con presbiterio a base quadrangolare rialzato di due gradini.
La costruzione di una controparete interna ha chiuso le aperture delle due cappelle laterali, una per lato.
Il pavimento è in lastroni in pietra calcarea bianco-rosata e rosso ammonitico. Sono presenti anche lastre sepolcrali con iscrizioni.
Nella parte alta delle pareti le finestre a lunetta introducevano in origine la luce naturale all’interno dell’edificio.
Sia l’aula sia il presbiterio hanno un controsoffitto piano.

## Campanile
Il campanile, costruito sul fianco sud del presbiterio e a base quadrangolare, presenta un fusto intonacato e una cella campanaria con una monofora a tutto sesto per lato, oggi tutte murate. Sul tamburo a pianta ottagonale poggia una copertura a cuspide, con quattro pinnacoli agli angoli.